# Marianne Alopaeus
Marianne Alopaeus (ur. 9 października 1918 w Ekenäs, zm. 10 listopada 2014 w Helsinkach) – fińska powieściopisarka tworząca w języku szwedzkim, tłumaczka.

## Życiorys i twórczość
Urodziła się jako Marianne Rosenbröijer 9 października 1918 w Ekenäs (fiń. Tammisaari) w południowej Finlandii. Była córką sędziego. Po ukończeniu gimnazjum pracowała najpierw jako kreślarka, a następnie jako redaktorka w wydawnictwach.
Wyszła za mąż w 1940. Zadebiutowała powieścią Odjazd (szw. Uppbrott) w 1945, za którą otrzymała nagrodę literacką dziennika „Svenska Dagbladet” (szw. Svenska Dagbladets litteraturpris). W 1946 przeniosła się do Szwecji, następnie mieszkała w Stanach Zjednoczonych i Francji. Od 1973 ponownie zamieszkała w Szwecji.
Jest przedstawicielką powieści psychologiczno-obyczajowej. Do ważniejszych jej utworów zaliczyć należy: Sen bez końca (szw. Dröm utan slut, 1950), Z dala (szw. Utanför, 1953), Rozstanie w sierpniu (szw. Avsked i Augusti, 1959). Jednak jej najwybitniejszym osiągnięciem jest powieść Jądro ciemności (szw. Mörkrets kärna, 1965). W utworze tym, podobnie jak w poprzednich, pisarka przedstawiła losy kobiety walczącej o prawo do samodzielnego życia i miłości. Powieść cechują typowe dla Alopaeus piękna i bogata szata językowa oraz pogłębione psychologiczne portrety bohaterów i ich środowiska. 
Zmarła 10 listopada 2014 w Helsinkach.